# اسپارکسویل (کنتاکی)
اسپارکسویل (به انگلیسی: Sparksville) یک منطقهٔ مسکونی در ایالات متحده آمریکا است که در شهرستان ادیر، کنتاکی واقع شده‌است. اسپارکسویل ۳۳۵٫۸۹ متر بالاتر از سطح دریا واقع شده‌است.